# Henri Maclaine Pont
Henri Maclaine Pont (Meester Cornelis, 21 juni 1884 — Den Haag, 2 december 1971) was een Nederlands architect, werkzaam in Nederlands-Indië en Nederland. Zijn ontwerpen waren opvallend omdat hij nadrukkelijk een mengeling van Indonesische en de in die tijd moderne art-deco-stijl hanteerde. Zijn bekendste werken zijn de nog bestaande hoofdgebouwen van de TU-Bandung.

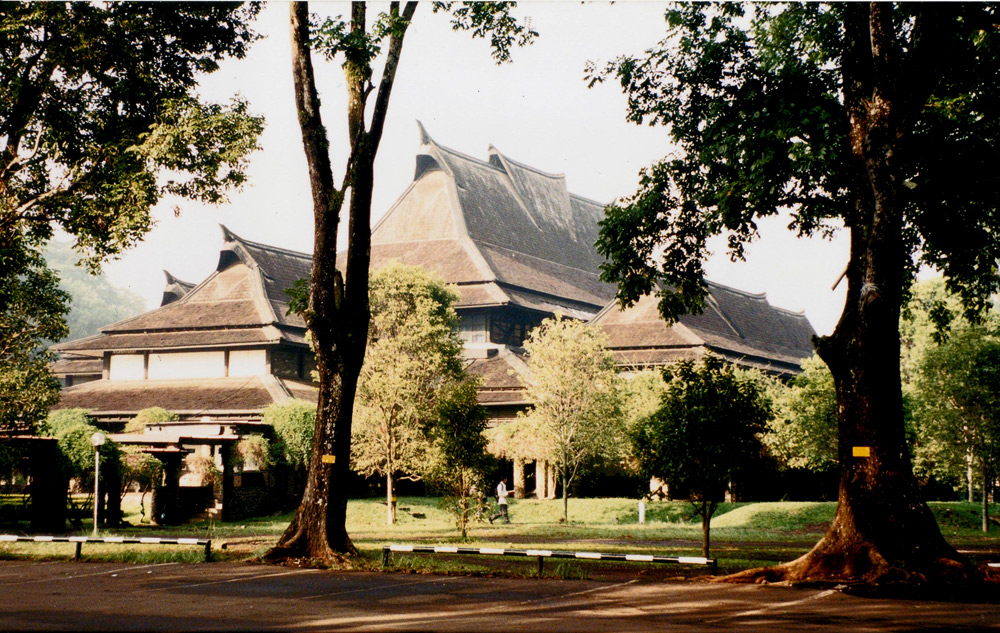
De technische universiteit te Bandung

## Leven en werk
Hij studeerde in 1909 af aan de Technische Hogeschool te Delft en ging ruim een jaar werken bij de architect Posthumus Meyjes senior om vervolgens naar Nederlands-Indië terug te keren in 1911. Hij woonde in Tegal en kort daarop in Semarang. In 1916 ging hij weer naar Nederland (o.a. Utrecht) terug, waar hij de eerste technische universiteit van Indonesië, de THS te Bandoeng ontwierp. Om toezicht op de bouw hiervan te houden ging hij naar Bandoeng, maar kon bij de officiële opening door de gouverneur-generaal Van Limburg Stirum in 1920 wegens ziekte niet aanwezig zijn. Berlage prees hem in een toespraak in 1924 bij zijn bezoek aan Nederlands-Indië. Hij woonde en werkte op verschillende plekken op Java en bestudeerde langdurig de Javaanse hindoeïstische bouwkunst. Hij schreef veel artikelen in vakbladen en voerde een polemiek met prof. C.P. Wolff Schoemaker.
Hij werd in 1943 door de Japanse bezetter geïnterneerd en werd na de Japanse capitulatie in 1945 naar Australië gebracht om te herstellen. Het aangeboden professoraat te Bandoeng was inmiddels door een ander ingevuld en teleurgesteld ging hij in 1946 naar Nederland (Den Haag). Hij heeft diverse patenten op zijn naam staan voor constructies (ondergebracht in de Maclaine Pont Stichting), die (nog) niet gebruikt zijn. Hij wordt in Indonesië gezien als de "vader" van hun moderne architectuur.

## Bouwwerken in Indonesië
- Technische Hogeschool Bandoeng; nog bestaand
- Station Semarang; nog bestaand
- Kantoor Spoorwegen te Tegal; nog bestaand
- Java-instituut te Jogjakarta
- Katholieke kerk te Kediri; nog bestaand
- dienstwoningen spoorwegpersoneel
- (sociale) huisvesting